# Владімір Дравецький
Владімір Дравецький (словац. Vladimír Dravecký; 3 червня 1985, м. Кошиці, ЧССР) — словацький хокеїст, правий нападник. Виступає за «Слован» (Братислава) у Континентальній хокейній лізі.
Вихованець хокейної школи ХК «Кошиці». Виступав за ХК «Кошиці», ХК «Требішов», ХК «Пряшів», «Гуменне», «Манчестер Монаркс» (АХЛ), «Редінг Роялс» (ECHL), «Югра» (Ханти-Мансійськ), «Молот-Прикам'я» (Перм).
У чемпіонатах Словаччини — 331 матч (76+92), у плей-оф — 75 матчів (31+17).
У складі національної збірної Словаччини провів 13 матчів (2 голи); учасник чемпіонату світу 2010 (6 матчів, 0+0). У складі юніорської збірної Словаччини учасник чемпіонатів світу 2003.
Досягнення
- Чемпіон Словаччини (2010, 2011).